# Pseudoleskea falcifolia
Pseudoleskea falcifolia är en bladmossart som beskrevs av Hugh Neville Dixon och Thériot 1942. Pseudoleskea falcifolia ingår i släktet Pseudoleskea och familjen Leskeaceae. Inga underarter finns listade i Catalogue of Life.